# Adolfus
Adolfus ist eine Gattung aus der Familie der Eidechsen (Lacertidae). Die Gattung ist im subsaharischen Afrika endemisch.

## Beschreibung
Bei Adolfus handelt es sich um schlanke, mittelgroße Echsen die eine Gesamtlänge von bis zu 25,6 cm erreichen können. Gemessen an anderen äquatorialafrikanischen Echten Eidechsen sind es relativ große Arten mit einer Kopf-Rumpf-Länge von 55–84 mm, mit Ausnahme des deutlich kleineren Adolfus masavaensis, der nur 39–56 mm misst. Die Rückenschuppen sind mehr oder weniger gleich groß, lediglich bei Adolfus africanus sind die Schuppen an den Flanken deutlich kleiner als die Schuppen in der Mitte des Rückens. Am Bauch liegen 6 ungekielte Schuppen in einer Querreihe. Der Schwanz ist zylindrisch, ohne seitliche Säume von abstehenden Schuppen und relativ lang, etwa das 1,7- bis 2-fache der Kopf-Rumpf-Länge. Die Anzahl Femoralporen beträgt 11 bis 19. Die Bauchseite ist gelb, orange, grün oder blau. Es gibt keinen Sexualdimorphismus.

## Lebensraum und Lebensweise
Adolfus Arten bewohnen Grasland und Wälder. Sie sind in der Regel gute Kletterer auf stehenden und umgestürzten Bäumen, Felswänden und Spalten. Adolfus africanus klettert auch auf Zweigen und krautigen Pflanzen. Gejagt wird aber meist am Boden. Die Gelegegröße von Adolfus Arten beträgt 3–5 Eier.

## Systematik und Taxonomie
Die Gattung Adolfus wurde 1912 von dem deutschen Herpetologen Richard Sternfeld beschrieben. Die Erstbeschreibung verfasste Sternfeld für den von Hermann Schubotz herausgegebenen zoologischen Bericht „Wissenschaftliche Ergebnisse der Deutschen Zentral-Afrika-Expedition 1907–1908 unter Führung Adolf Friedrichs, Herzogs zu Mecklenburg“, zu dem er das Kapitel über die Reptilien beisteuerte. Zu Ehren des Forschungsreisenden Herzog Adolf Friedrich zu Mecklenburg, der im Jahr 1912 der letzte Gouverneur der deutschen Kolonie Togo geworden war, gab Sternfeld der neu beschriebenen Eidechsengattung den Namen Adolfus. Typusart der Gattung ist Adolfus africanus (Boulenger, 1906), zu der Sternfeld anmerkte, dass „diese von Boulenger (als Algiroides africanus) beschriebene kleine Echse, wie die Abbildung deutlich zeigt, der neuen Gattung angehört“. Zusammen mit der Gattung beschrieb Sternfeld Adolfus fridericianus, diese Art gilt als Synonym zu Adolfus africanus.

### Arten
Die Gattung Adolfus umfasst derzeit folgende sechs Arten:
- Adolfus africanus (Boulenger, 1906)
- Adolfus alleni (Barbour, 1914)
- Adolfus jacksoni (Boulenger, 1899)
- Adolfus kibonotensis (Lönnberg, 1907)
- Adolfus masavaensis Wagner, Greenbaum & Branch, 2014
- Adolfus mathewsensis Greenbaum, Dowell-Beer, Hughes, Wagner, Anderson, Villanueva, Malonza, Kusamba, Muninga, Aristote & Branch, 2018